# TensorFlow
TensorFlow és una biblioteca de programari de codi obert dins l'àmbit de l'aprenentatge profund i automàtic.
És un sistema que, a partir d'un conjunt de dades d'entrenament, permet detectar i desxifrar patrons i correlacions de forma anàlega (no igual) a l'aprenentatge i raonament humans. L'aprenentatge es fa contrastant les dades generades amb un conjunt de dades de validació, tenint en compte una série d'hiperparàmetres que configuren el tipus d'aprenentatge que hom vol assolir.
TensorFlow va ser desenvolupat per l'equip Google Brain i està sota la llicència Apache 2.0. La versió inicial és del 9 de novembre del 2015.

## Característiques
- La darrera versió es pot trobar aquí.[3]
- TensorFlow proveeix algorismes de processat sobre matrius o tensors.
- Suporta les tecnologies OpenCL (previst), CUDA, Derivació automàtica, CNN, RBM, DBN. (No suporta OpenMP)
- Google va crear diferents ASIC anomenats Unitat de processament de tensors (TPU), específicament adaptats al sistema TensorFlow.